# Desmopuntius gemellus
 Desmopuntius gemellus és una espècie de peix d'aigua dolç de la família dels ciprínids i de l'ordre dels cipriniformes.

## Morfologia
Els adults poden assolir els 6,5 cm de longitud total.

## Distribució geogràfica
Es troba a Sumatra (Indonèsia).